# Schwedt/Oder
Schwedt/Oder er med et indbyggertal på 33.635 (31.12.2023) den folkerigeste kommune i landkreis Uckermark i den nordøstlige del af den tyske delstat Brandenburg. Med ca. 360 km² er den nummer 9 på listen over de arealmæssigt største kommuner i Tyskland Pinnow kommune bliver fra 19. april 2022 medforvaltet at Schwedt/O., efter at de øvrige tre kommuner sammen med Amt Oder-Welse er opløst og blevet en del af Schwedt/O.

## Geografi
Schwedt ligger i den østlige del af landskabet Uckermark i et sørigt område mellem Oder og Havel. Byen ligger på en Sandterrasse, som kun ligger en smule over de ofte oversvømmede sump- og engområder (såkaldte poldern) i Oderdalen. Mellem byen og Oder løber Hohensaaten-Friedrichsthaler Wasserstraße, en kanal, der er en del af Havel-Oder-Wasserstraße, og løber parallelt med grænsefloden. Området mellem floden og kanalen er et et naturområde med en for Centraleuropa sjælden flora og fauna, og området blev i 1995 udnævnt til Nationalpark Nedre Odertal.

### Bydele
- Am Waldrand
- Kastanienallee
- Neue Zeit
- Talsand
- Zentrum

### Landsbyer og bebyggelser
(årstal for indlemmelse i parentes)
- Berkholz (2022)
- Blumenhagen (1993)
- Criewen mit Vorwerk (2001)
- Gatow (1993)
- Heinersdorf (1974)
- Hohenfelde med Teerofenbrücke (2003)
- Kummerow (1998)
- Kunow med Niederfelde og Vogelsangsruh (1993)
- Landin (2022)
- Meyenburg (2022)
- Passow (2022)
- Stendell med Herrenhof (2003)
- Vierraden (2003)
- Zützen (2001)